# Liriomyza fricki
Liriomyza fricki är en tvåvingeart som beskrevs av Spencer 1965. Liriomyza fricki ingår i släktet Liriomyza och familjen minerarflugor. Inga underarter finns listade i Catalogue of Life.